# Minolovci klase Sonya
Klasa Sonya je NATO oznaka za klasu sovjetskih minolovaca. Sovjetska oznaka je Projekt 1265 Yakhont.
Sonya je izrađena kao nasljednik klase Vanya. Trup je izrađen od drva, a opremljena je i s efektivnijim sonarima. U brodu se nalazi i prostorija koja je zaštićena od eksplozija te se u njoj nalazi sva bitna oprema. U razdoblju od 1972. do 1992. izrađena su 72 broda te su intenzivno korišteni.

## Vanjske poveznice
|  | Zajednički poslužitelj ima još gradiva o temi Minolovci klase Sonya |